# Stanovi (Doboj)
Pour les articles homonymes, voir Stanovi.
Stanovi (en serbe cyrillique : Станови) est un village de Bosnie-Herzégovine. Il est situé sur le territoire de la ville de Doboj et dans la république serbe de Bosnie. Selon les premiers résultats du recensement bosnien de 2013, il compte 867 habitants.

## Géographie
Le village est situé au bord de la rivière Rudanka, un affluent gauche de la Bosna.

## Démographie

### Évolution historique de la population dans la localité
| 1948 | 1953 | 1961  | 1971  | 1981  | 1991  | 2013 |
| ---- | ---- | ----- | ----- | ----- | ----- | ---- |
| -    | -    | 1 081 | 1 106 | 1 081 | 1 073 | 867  |

|  |